# Jack Lord
Jack Lord, właśc. John Joseph Patrick Ryan (ur. 30 grudnia 1920, zm. 21 stycznia 1998) – amerykański aktor filmowy i telewizyjny. Jedna z jego najbardziej znanych ról pochodzi z filmu Doktor No (1962), gdzie wcielił się w agenta CIA. Lord znany jest także z udziału w serialu telewizyjnym Hawaii Five-O (1968-1980) jako Steve McGarrett.

## Wybrana filmografia
- 1958: Człowiek z Zachodu